# Christmas (Cher-Album)
Christmas ist das erste Weihnachtsalbum der US-amerikanischen Popsängerin Cher, das im Oktober 2023 erschien.

## Entstehung und Veröffentlichung
In einem Gespräch mit Billboard gab Cher an, dass sie eigentlich nie geplant hatte, ein Weihnachtsalbum zu veröffentlichen. Auf Nachfrage ihres Plattenlabels Warner Music habe sie der Idee, ein Weihnachtsalbum zu veröffentlichen jedoch zugestimmt und ihre eigene Version eines Weihnachtsalbums aufgenommen. Demnach beinhalte es zwar Weihnachtslieder, jedoch nicht Santa Claus Is Coming to Town und Jingle Bells, da diese mittlerweile zu „Standards“ geworden sind, welche auf jedem Weihnachtsalbum zu finden seien. Cher habe sich bei den Lieder und Aufnahmen von ihren Gefühlen inspirieren lassen.
Die Erstveröffentlichung von Christmas erfolge am 20. Oktober 2023 bei Warner Music. Das Album erschien in seiner Originalausführung als CD (Katalognummer: 9362485119) sowie zum Download und Streaming. Am 17. November 2023 erschien erstmals eine LP-Ausführung (Katalognummer: 9362485118).
Christmas ist je zur Hälfte eine Mischung aus Coverversionen und Neukomposition. Die Neukompositionen stammen von wechselnden Autoren. Für den größten Teil der Produktion zeichnete Mark Taylor verantwortlich, dieser war mit Ausnahme von Drop Top Sleigh Ride (Mike Crook, Alexander Edwards und Ryan Og) für alle Produktionen verantwortlich. Cher selbst war an der Produktion oder dem Schreibprozess nicht beteiligt. Zum ersten Mal in Chers Karriere befinden sich Gastmusiker auf einem ihrer Alben.

## Artwork
Es gibt drei verschiedene Varianten des Albumcovers.
In der ersten Ausführung steht Cher auf einem riesigen Schneeball, auf welchem in roter Schreibschrift „Christmas“ geschrieben steht. Links und rechts neben ihr sind rote und silberne Kugeln, in denen ihr Spiegelbild reflektiert wird. Cher trägt metallic glänzende Schuhe, eine Jeans mit glitzernden Steinchen und eine weiße Bluse. Ihre schwarzen langen Haare hängen nach vorne über ihre Schultern. Am oberen Rand des Covers steht in silbernen Lettern „CHER“ auf hellblauem Grund.
In der zweiten Fassung des Covers trägt Cher die gleichen Kleidungsstücke wie in der ersten Fassung des Covers. Sie tritt mit ihrem rechten Bein Wasser in Richtung der Kamera. Im Hintergrund kann man einen Sonnenuntergang am Meer erkennen. Der Name der Künstlerin ist wie in der ersten Variante des Covers am oberen Rand, darunter befindet sich der Schriftzug des Albumtitels.
In der dritten Version steht Cher auf einer Eisscholle, im Hintergrund kann man Eisberge erkennen. Sie trägt ein silbernes Paillettenkleid und ihre blonden langen Haare fallen nach vorne über ihre Schultern. Der Name der Künstlerin steht ebenfalls am oberen Rand des Albumcovers, jedoch sind die Lettern in roter Farbe. Der Albumtitel steht in der rechten unteren Ecke des Covers.

## Titelliste
| Nr. | Titel                                                   | Autor(en)                                                                               | Länge |
| --- | ------------------------------------------------------- | --------------------------------------------------------------------------------------- | ----- |
| 1.  | DJ Play a Christmas Song                                | JHart, Sarah Hudson, Leland, jesse saint john, Mark Schick, Lionel Crasta               | 3:30  |
| 2.  | What Christmas Means to Me (feat. Stevie Wonder)        | Allen Story, Anna Gordy Gaye, George Gordy                                              | 2:36  |
| 3.  | Run Rudolph Run                                         | Johnny Marks, Marvin Brodie                                                             | 2:54  |
| 4.  | Christmas (Baby Please Come Home) (feat. Darlene Love)  | Ellie Greenwich, Jeff Barry, Phil Spector                                               | 2:44  |
| 5.  | Angels in the Snow                                      | JHart, Sarah Hudson, Ferras, jesse saint john, Lionel Crasta, Mark Schick               | 2:53  |
| 6.  | Home (feat. Michael Bublé)                              | Alan Chang, Amy Foster-Gillies, Michael Bublé                                           | 3:45  |
| 7.  | Drop Top Sleigh Ride (feat. Tyga)                       | JHart, Sarah Hudson, Ferras, Leland, jesse saint john, Lionel Crasta, Mark Schick, Tyga | 3:21  |
| 8.  | Please Come Home for Christmas                          | Charles Mose Brown, Gene Redd                                                           | 2:56  |
| 9.  | I Like Christmas                                        | Traci Frasher, Bryan Frasher, Maxwell Frasher                                           | 3:00  |
| 10. | Christmas Ain’t Christmas without You                   | Alex Francis, Patrick Mascall, Paul Barry, Mark Taylor                                  | 2:56  |
| 11. | Santa Baby                                              | Joan Javits, Philip Springer, Tony Springer                                             | 2:22  |
| 12. | Put a Little Holiday in Your Heart (feat. Cyndi Lauper) | Greg Wojahn, Roger Wojahn & Scott Wojahn                                                | 3:08  |
| 13. | This Will Be Our Year                                   | Chris White                                                                             | 2:15  |

## Singleauskopplungen
| Jahr | Titel                      | Höchstplatzierung, Gesamtwochen, AuszeichnungChartplatzierungen (Jahr, Titel, , Platzierungen, Wochen, Auszeichnungen, Anmerkungen) | Höchstplatzierung, Gesamtwochen, AuszeichnungChartplatzierungen (Jahr, Titel, , Platzierungen, Wochen, Auszeichnungen, Anmerkungen) | Höchstplatzierung, Gesamtwochen, AuszeichnungChartplatzierungen (Jahr, Titel, , Platzierungen, Wochen, Auszeichnungen, Anmerkungen) | Höchstplatzierung, Gesamtwochen, AuszeichnungChartplatzierungen (Jahr, Titel, , Platzierungen, Wochen, Auszeichnungen, Anmerkungen) | Höchstplatzierung, Gesamtwochen, AuszeichnungChartplatzierungen (Jahr, Titel, , Platzierungen, Wochen, Auszeichnungen, Anmerkungen) | Höchstplatzierung, Gesamtwochen, AuszeichnungChartplatzierungen (Jahr, Titel, , Platzierungen, Wochen, Auszeichnungen, Anmerkungen) | Anmerkungen                           |
| Jahr | Titel                      | DE | AT | CH | UK | US | A. C. | Anmerkungen                           |
| --- | -------------------------- | --- | --- | --- | --- | --- | --- | ------------------------------------- |
| 2023 | DJ Play a Christmas Song   | DE62 (2 Wo.)DE | AT58 (1 Wo.)AT | CH61 (1 Wo.)CH | UK18 (7 Wo.)UK | US90 (2 Wo.)US | A. C.1 (8 Wo.)A. C. | Erstveröffentlichung: 6. Oktober 2023 |
| Folgende Lieder erschienen nicht als Single, wurden aber durch das Album zum Download und Streaming bereitgestellt und konnten somit eine Platzierung erlangen: |                            | | | | | | |                                       |
| |                            | | | | | | |                                       |
| 2024 | What Christmas Means to Me | — | — | — | UK95 (1 Wo.)UK | — | — | Charteinstieg: 4. Januar 2024         |

## Rezensionen
| Professionelle Bewertungen | Professionelle Bewertungen |
| Kritiken                   | Kritiken                   |
| Quelle                     | Bewertung                  |
| -------------------------- | -------------------------- |
| laut.de                    | [ 5 ]                      |

Philipp Kause von Laut.de bewertete Christmas mit drei von möglichen fünf Punkten: „Cher kreuze Tracks in einer Musik, die vor ihrer Zeit aktuell war ("Run Run Rudolph"), mit solcher, die man zuallerletzt von einer 77-Jährigen erwarten würde ("Drop Top Sleigh Ride (with Tyga)").“ Zudem „riskiere sie jetzt zwar kein Death Metal-"Christmas"“, räume dennoch das „große Gesamtwerk des Weihnachtsliedguts mit der zu 99 Prozent üblichen Ideen-Matrix von Sanftheit, Pomp, Besinnlichkeit, Glitzer und purer Harmonie vom Tisch.“ Sie setze dabei „bewusst auf eine Mischung unterkühlter und warmer Klänge, um gar nicht in die Falle einer saisontypischen Einlull-Platte zu tappen.“ Nach Kause sei die Frage, welchen Mehrwert die Featurings auf dem Album leisten, ungeklärt. Zwar erlaube Christmas ihr „einen enormen Facetten-Reichtum“, allerdings fehle „etwas wirklich künstlerisch Eigenständiges.“ Besonders gelobt werden die Stücke What Christmas Means io Me mit Stevie Wonder, Christmas (Baby, Please Come Home) mit Darlene Love sowie das letzte Lied des Albums This Will Be Our Year, welches wie eine Komposition aus der Zusammenarbeit der Künstler Elton John, Jeff Lynne und Paul McCartney wirke.

## Chartplatzierungen
Christmas avancierte im Jahr des Erscheinens zum Top-10-Erfolg im Vereinigten Königreich (Rang 5), Österreich und Deutschland (Rang 9).
| ChartsChartplatzierungen       | Höchstplatzierung | Wochen |
| ------------------------------ | ----------------- | ------ |
| Deutschland (GfK)              | 9 (9 Wo.)         | 9      |
| Österreich (Ö3)                | 7 (8 Wo.)         | 8      |
| Schweiz (IFPI)                 | 12 (8 Wo.)        | 8      |
| Vereinigte Staaten (Billboard) | 32 (8 Wo.)        | 8      |
| Vereinigtes Königreich (OCC)   | 5 (7 Wo.)         | 7      |